# Linthe

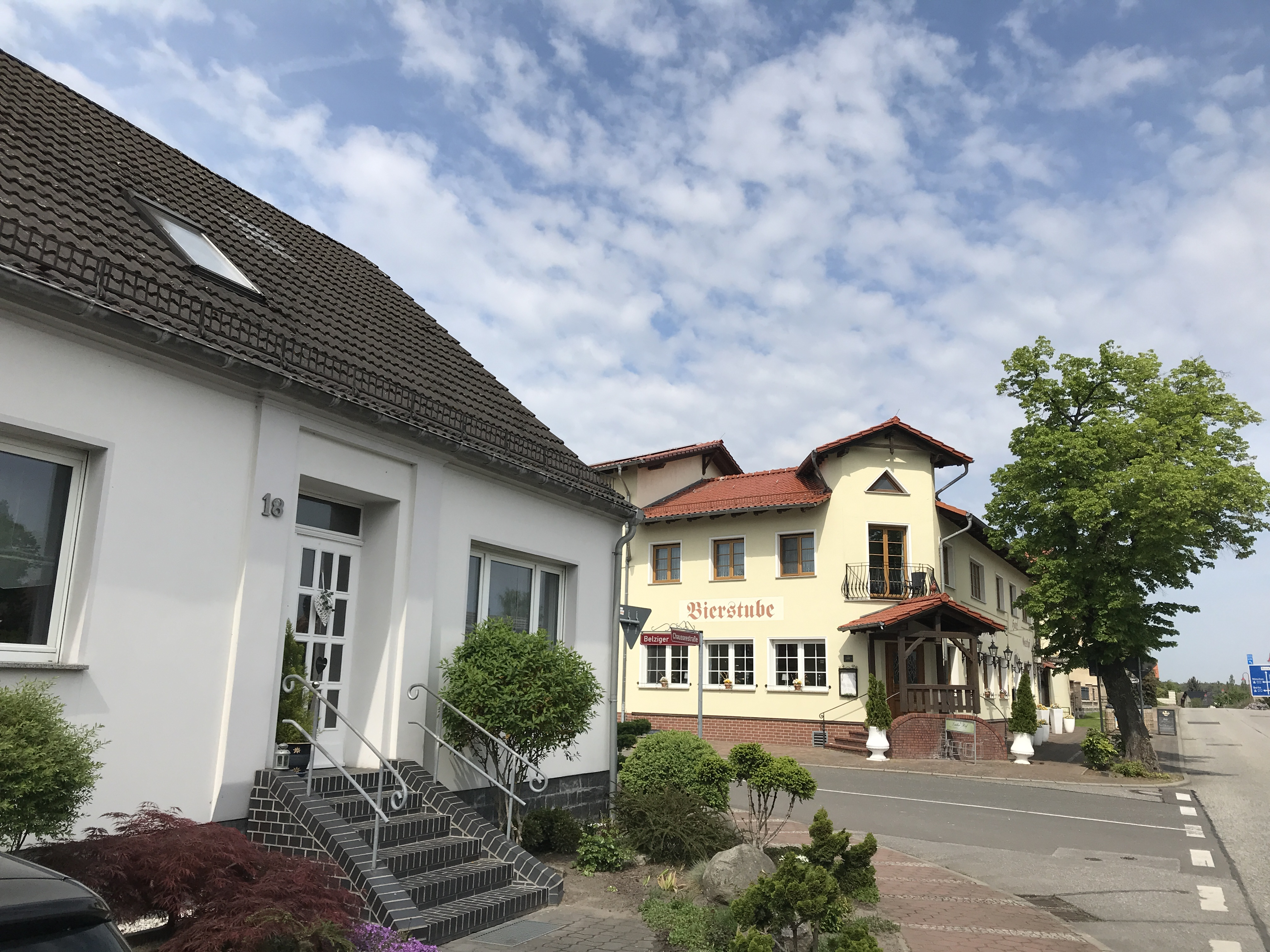
Chausseestraße in Linthe

Linthe ist eine Gemeinde im Landkreis Potsdam-Mittelmark in Brandenburg. Die Gemeinde gehört dem Amt Brück mit Sitz in der Stadt Brück an.

## Geografie
Linthe liegt zwischen Fläming und Baruther Urstromtal in einem Gebiet mit vielen Quellen.

## Gemeindegliederung
Die Gemeinde besteht aus drei Ortsteilen:  Alt Bork (bis Oktober 1937 Wendisch Bork), Deutsch Bork und Linthe.
Das Gemeindegebiet ist zweigeteilt. Zwischen den Ortsteilen Linthe im Südwesten und Alt Bork sowie Deutsch Bork im Nordosten liegt der Ortsteil Schlalach, der zur Gemeinde Mühlenfließ gehört.

## Geschichte

### Frühgeschichte. bis 15. Jahrhundert
Rund zwei Kilometer nordöstlich des Ortes gab es einen Burgstall mit einem Durchmesser von rund 60 bis 60 Metern, in dem bei Ausgrabungen mittelslawische Scherbenfunde sichergestellt werden konnten. Die erste urkundliche Erwähnung des Dorfes Lint(h)ow stammt aus dem Jahr 1342. Es gehörte vor 1426 bis nach 1496 der Vogtei bzw. Pflege Brück. Vor 1388 gehörten die Hebungen aus drei Höfen und ein Stück Lehen (1506) bzw. ein Stück Lehen (1550) bzw. Hebungen aus zwei Höfen (1591) der Familie Preußnitz. Ebenfalls vor 1388 gehörten die Hebungen (1388) bzw. ein Stück Lehen (1506, 1550) bzw. Hebungen aus drei Höfen (1591) der Familie von Oppen. Vor 1388 besaßen die von Thümen Hebungen (1388) bzw. ein Stück Lehen (1506, 1550) bzw. eine Lehnhufe (1702, 1822). Die Gerichtsbarkeit lag im Jahr 1419/1420 beim Richter, der drei Hufen besaß. Außerdem erhielt er von drei Höfen den Fleischzehnten. Vor 1419/1420 bis nach 1455 erhielt die Familie Schulte aus Beelitz den Zehnten auf einen Hof (1419/1420) bzw. Hebungen (1455). Vor(?) 1466 erhielten die von Seelen Hebungen von 13 Höfen und ein Stück Lehen (1506) bzw. Hebungen aus acht Höfen (1591). Im Jahr 1496 gab es im Dorf 25 Türkensteuerpflichtige, darunter den Dorfschulzen, einen Krüger, die Abgaben aus der Reichstürkenhilfe zahlten mussten. Im Dorf lebten weiterhin acht Personen Gesinde.

### 16. Jahrhundert
Das Dorf mit Ober- und Untergerichtsbarkeit kam vor 1506 an das Amt Belzig. Im genannten Jahr lebten im Dorf 25 Einwohner, darunter der Richter mit drei Lehnhufen. Vier Einwohner besaßen Wiesenflächen, einer ein Lehen der von Preußnitz, ein anderer ein Lehen der von Oppen. Ein weiterer Bewohner besaß einen Hof und ein Lehnen von den von Seelen, einer ein Stück Lehen von den von Thümen. Ein anderer Bewohner besaß lediglich einen Hof. Zehn Bewohner waren Kossäten, von denen drei eine Wiese besaßen und einer einen Hof. Der Anteil der von Preußnitz kam im Jahr 1526 bis nach 1591 an die von Brück. Im Jahr 1530 lebten im Dorf 15 Hufner und elf Kossäten. Der Pfarrer erhielt 37 Scheffel Roggen, 30 Scheffel Gerste und 40 Scheffel Hafer als Zehnten. Außerdem hatte er Einnahmen aus den zwei Hufen, die ihm 2 Fuder Wiesenwachs einbrachten. Der Küster erhielt 25 Scheffel Korn sowie etlichen Wiesenwachs. Er besaß außerdem einen Hopfgarten und bekam den Getreidezehnten. Er bewirtschafte seine zwei Hufen selbst; hinzu kamen zwei kleine Gärtlein. Seine weiteren Einnahmen beliefen sich auf 1 1⁄2 Wispel Roggen, 1 Schock Brot sowie ein Gärtlein mit einem Wispel Hopfen und Kraut für sein Haus. Detaillierte Angaben zu den übrigen Bewohnern liegen aus dem Jahr 1542 vor. Demzufolge gab es einen Lehnschulzen mit Haus, Hof, Garten und vier Bolzerhufen, neun Bauern mit Haus, Hof, Garten und je zwei Bolzerhufen sowie einen mit Haus, Hof, Garten und zwei Hufen. Ein weiterer hatte zwei wüste Hufen, sechs besaßen je ein Haus, Hof und Garten. Es gab drei Kossätengüter mit Haus, Hof und Garten, ebenso drei Kossätenhöfe mit Haus, Hof und Garten. Ein Kossätenhof besaß nur einen Garten, einer ein kleines Häuslein. Der Krug hatte ebenfalls einen Garten. Im Dorf lebte außerdem ein Kuhhirte mit einer Kuh, 48 Schafen und 21 Lämmern, der Schafhirte besaß eine Kuh und ein Kalb. Es gab weiterhin zehn Knechte und fünf Mägde. Im Jahr 1550 war Linthe mittlerweile 32 Hufen groß. Es gab 27 besessene Mann, darunter 13 Gärtner; der Richter hatte mittlerweile ein Haus, Hof und drei freie Lehnhufen. Um 1550/1552 übernahm das Amt Belzig-Rabenstein das Dorf. Sie waren nun für die Einwohner zuständig. Dies waren im Jahr 1565 der Lehnschulze, zehn Hufnergüter, neun Häuser und Höfe, vier Kossätenhöfe, ein Gut, der Krug, zwei Häusler, einen Hirten mit einer Kuh, 40 Schafen und zwei Überläufern. Zehn Jahre später lebten im Dorf 15 Hufner und 13 Kossäten. Bis 1591 war das Dorf auf 28 besessene Mann angewachsen, darunter 13 Gärtner. Der Richter bewirtschaftete nach wie vor drei Lehnhufen; es gab 12 Zweierbhufner, zwei Zweihufner, ein Einerbhufner, vier mit Haus und Hof sowie neun Häusler (darunter der Krüger). Die Gemarkung war 32 Hufen groß, darunter zwei Pfarrhufen. Diese musste der Pfarrer mittlerweile selbst bewirtschaften.  Die Kirche konnte ihren Besitz ausbauen: Umfasste er im Jahr 1550 ein Häuslein und einen Garten, kamen 1575 etliche Stücke Acker sowie 1591 neun Morgen (Mg) Wiese hinzu.

### 17. Jahrhundert
Im Dreißigjährigen Krieg kam es im Dorf zu schweren Verwüstungen: Im Jahr 1640 lebten noch elf Untertanen und „etliche arme Witwen“ in Linthe. Detaillierte Angaben liegen aus dem Jahr 1661 vor. Von den 14 Hufnerhöfen lagen noch drei wüst. Es gab einen Halbhufner, 12 Kossäten (darunter den Krüger und den Schmied), zwei Häusler, einen Schafhirten und einen Kuhhirten. Im Jahr 1676 waren es 13 Anspänner oder Hufner, 13 Halbhufner oder Kossäten, zwei Gärtner oder Häusler, die 30 Erbhufen bewirtschafteten. Der Schulze besaß im Jahr 1682 drei Lehnhufen sowie einen Bohnenhof. Es  gab zwölf Zweidorfhufner, einen Zweierbhufner, einen Eindorfhufner und zwölf Kossäten. Der Krug lag wüst. Außerdem lebten im Dorf zwei Häusler sowie ein Schaf- und ein Kuhhirte.

### 18. Jahrhundert
Im neuen Jahrhundert gab es wenig Veränderungen: In Linthe wohnten im Jahr 1701 insgesamt 14 Hufner, ein Halbhufner und zwölf Kossäten sowie zwei Häusler und der Schafhirte sowie der Kuhhirte. Im Jahr 1718 waren es 15 Hufner, neun Kossäten und zwei Häusler. Bis 1764 war die Bevölkerung auf einen Dreihufner (den Landschulzen), 13 Zweihufner, einen Einhufner angewachsen. Hinzu kamen 14 Gärtner und fünf Häusler. Von den 30 Hufen wurden allerdings nur 20 beackert und zehn nicht bestellt. Linthe zählte im Jahr 1777 insgesamt 34 angesessene Einwohner: 14 Ganzhufner, einen Halbhufner, zwölf Kossäten und sieben Häusler. Es gab eine Pfarrwohnung, eine Schulwohnung sowie zwei Hirtenhäuser.

### 19. Jahrhundert
Die Gemarkung war im Jahr 1806 nach wie vor 30 Hufen groß und wurde von einem Dreihufner (dem Schulzen), 13 Zweihufnern, einem Einhufner, sechs Einhalbmänner, fünf Eindrittelmännern und drei Einviertelmännern bewirtschaftet. Kurz darauf ließen sich erste Handwerker im Ort nieder: IM Jahr 1822 gab es neben dem Krüger und Schmied einen Schneider und zwei Leineweber. Linthe war 32 Dorfhufen groß, darunter drei königliche Lehnhufen, eine Lehnhufe des Rittergutes Blankensee und zwei Pfarrhufen. Das Dorf bestand im Jahr 1837 aus 40 Wohnhäusern. Im Jahr 1858 waren es fünf öffentliche, 48 Wohn- und 134 Wirtschaftsgebäude auf 2772 Mg, darunter 72 Mg Gehöfte, 1560 Mg Acker, 280 Mg Wiese, 360 Mg Weide und 500 Mg Wald.

### 20. und 21. Jahrhundert
Im Jahr 1900 standen im 1375 Hektar (ha) großen Dorf 71 Wohnhäuser; 1931 waren es 80 mit 87 Haushaltungen. Es gab einen land- und forstwirtschaftlichen Betrieb, der größer als 100 ha war. Weitere 17 Betriebe waren zwischen 20 und 100 ha, 28 zwischen 10 und 20 ha, 16 zwischen 5 und 10 ha sowie 12 zwischen 0,5 und 5 ha groß.
Nach dem Zweiten Weltkrieg wurden im Rahmen der Bodenreform 73 ha enteignet: 30,67 ha Acker, 15 ha Wiese, 27,2 ha Wald und 0,13 ha Ödland. Diese Fläche wurde aufgeteilt: 8,01 ha bekam ein Neusiedler, 5,93 ha gingen an vier Kleinpächter und 60,83 ha an 19 Bauern. Weitere 53 ha wurden auf 27 Eigentümer aufgeteilt; 20 ha erhielt die Gemeinde. Die heutigen Ortsteile der Gemeinde gehörten seit 1817 zum Kreis Zauch-Belzig in der preußischen Provinz Brandenburg und ab 1952 zum Kreis Belzig im DDR-Bezirk Potsdam. Im Jahr 1953 gründete sich eine LPG Typ III mit 17 Mitgliedern, die 1960 auf 135 Mitglieder und 742 ha Fläche angewachsen war. Außerdem gab es eine LPG Typ I mit 25 Mitgliedern und 116 ha Fläche, die 1967 an die LPG Typ III angeschlossen wurde.
Alt Bork und Deutsch Bork wurden am 1. Juli 2002 eingemeindet.

## Bevölkerungsentwicklung
| Jahr | Einwohner |
| ---- | --------- |
| 1875 | 369       |
| 1890 | 412       |
| 1910 | 432       |
| 1925 | 412       |
| 1933 | 403       |
| 1939 | 401       |

| Jahr | Einwohner |
| ---- | --------- |
| 1946 | 721       |
| 1950 | 603       |
| 1964 | 387       |
| 1971 | 388       |
| 1981 | 385       |
| 1985 | 415       |

| Jahr | Einwohner |
| ---- | --------- |
| 1990 | 390       |
| 1995 | 468       |
| 2000 | 652       |
| 2005 | 957       |
| 2010 | 903       |
| 2015 | 928       |

| Jahr | Einwohner |
| ---- | --------- |
| 2020 | 908       |
| 2021 | 918       |
| 2022 | 937       |
| 2023 | 928       |
| 2024 | 888       |

Gebietsstand des jeweiligen Jahres, Einwohnerzahl: Stand 31. Dezember (ab 1991), ab 2011 auf Basis des Zensus 2011

## Politik

### Gemeindevertretung
Die Gemeindevertretung von Linthe besteht aus zehn Gemeindevertretern und der ehrenamtlichen Bürgermeisterin. Die Kommunalwahl am 26. Mai 2019 führte zu folgendem Ergebnis:
| Partei / Wählergruppe               | Sitze 2003 | Sitze 2008 | Sitze 2014 |  | Sitze 2019 | Stimmenanteil 2019 |
| ----------------------------------- | ---------- | ---------- | ---------- |  | ---------- | ------------------ |
| CDU                                 | 2          | 2          | 3          |  | 3          | 30,2 %             |
| SPD                                 | –          | 1          | 2          |  | 2          | 21,2 %             |
| Freie Bürger und Bauern             | –          | –          | 2          |  | 2          | 19,5 %             |
| Freiwilliger Feuerwehrverein Linthe | 3          | 1          | 2          |  | 2          | 18,7 %             |
| Freie Wähler Deutsch Bork           | –          | –          | –          |  | 1          | 10,5 %             |
| Freie Wählergruppe Linthe           | 5          | 6          | 1          |  | –          | –                  |
| Insgesamt                           | 10         | 10         | 10         |  | 10         | 100 %              |

### Bürgermeister
- 1998–2014: Ulrike Schübel[12]
- 2014–2019: Ottheiner Kleinerüschkamp (CDU)[13]
- seit 2019: Sigrid Klink (CDU)[14]

Klink wurde bei der Bürgermeisterwahl am 9. Juni 2024 ohne Gegenkandidat mit 70,5 % der gültigen Stimmen für eine weitere Amtszeit von fünf Jahren zur ehrenamtlichen Bürgermeisterin gewählt.

## Sehenswürdigkeiten und Kultur

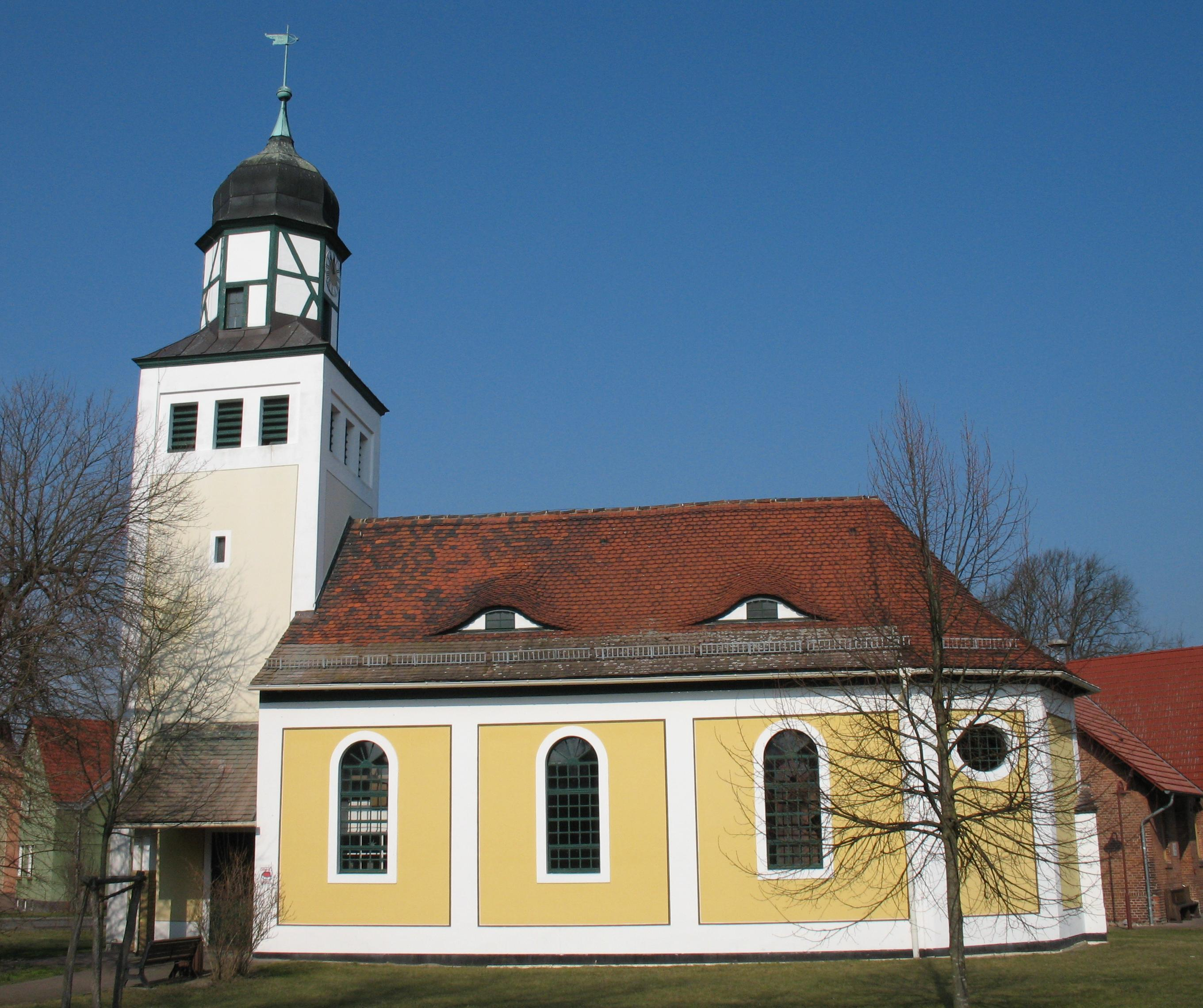
Dorfkirche Alt Bork

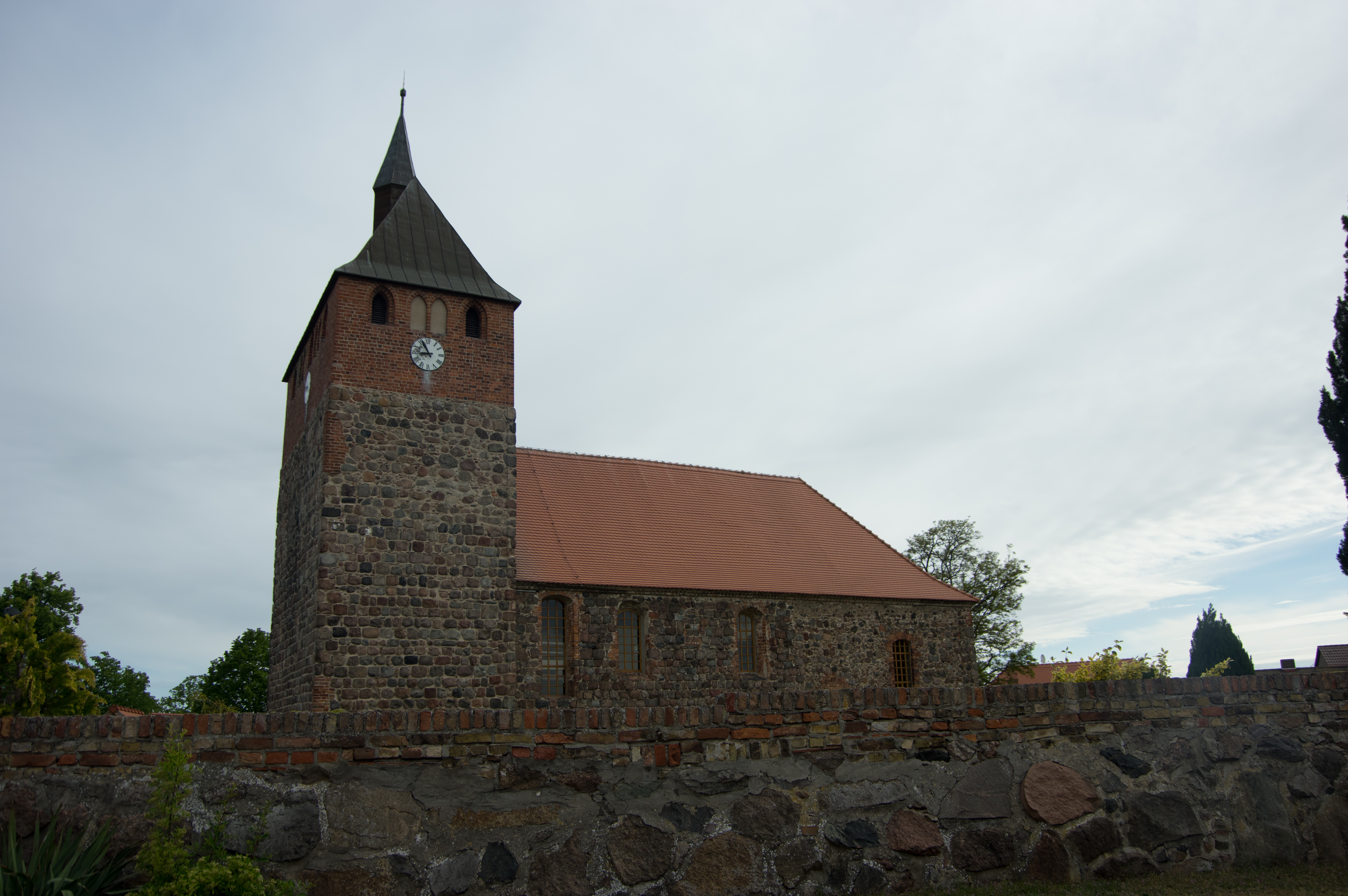
Dorfkirche Linthe

In der Liste der Baudenkmale in Linthe und in der Liste der Bodendenkmale in Linthe stehen die in der Denkmalliste des Landes Brandenburg eingetragenen Kulturdenkmale.
- Die Dorfkirche in Alt Bork ist eine neobarocke Saalkirche, die 1910 im Stil der Heimatschutzarchitektur errichtet wurde. Im Innern befinden sich Ausstattungsstücke aus der Zeit um 1700.
- Die Dorfkirche Deutsch Bork ist eine schlichte Saalkirche aus dem Jahr 1807, die einen Vorgängerbau aus dem 17. Jahrhundert einbezog. Im Innenraum hängt unter anderem ein Kreuzigungsgemälde aus der Zeit um 1700, das zuvor in einem Kanzelaltar verbaut war.
- Die Dorfkirche Linthe ist eine spätromanische Feldsteinkirche aus dem Anfang des 13. Jahrhunderts. Im Innenraum steht unter anderem ein Altarretabel aus dem Anfang des 18. Jahrhunderts mit einem Altarblatt aus dem Ende des 19. Jahrhunderts.
- Nahe der Dorfkirche wurden 2009 bei der Errichtung eines Feuerwehrhauses zahlreiche archäologische Funde in einer Flächengrabung freigelegt.[16]

## Wirtschaft und Infrastruktur
2002 eröffnete der ADAC in Linthe das Fahrsicherheitszentrum Berlin-Brandenburg auf 25 Hektar Gesamtfläche mit 6 Kilometern Streckenlänge und 14 Fahrmodulen.
Verkehr
Linthe liegt an der Landesstraße L 85 zwischen Brück und Treuenbrietzen. Durch das Gemeindegebiet führt die Bundesautobahn 9 (Berlin-München) mit der Anschlussstelle Brück.
Der nächstgelegene Bahnhof ist Brück (Mark) an der Bahnstrecke Berlin–Dessau. Er wird von der Regional-Expresslinie RE 7 Dessau–Berlin–Wünsdorf-Waldstadt bedient.